# Air Accident Investigation Unit

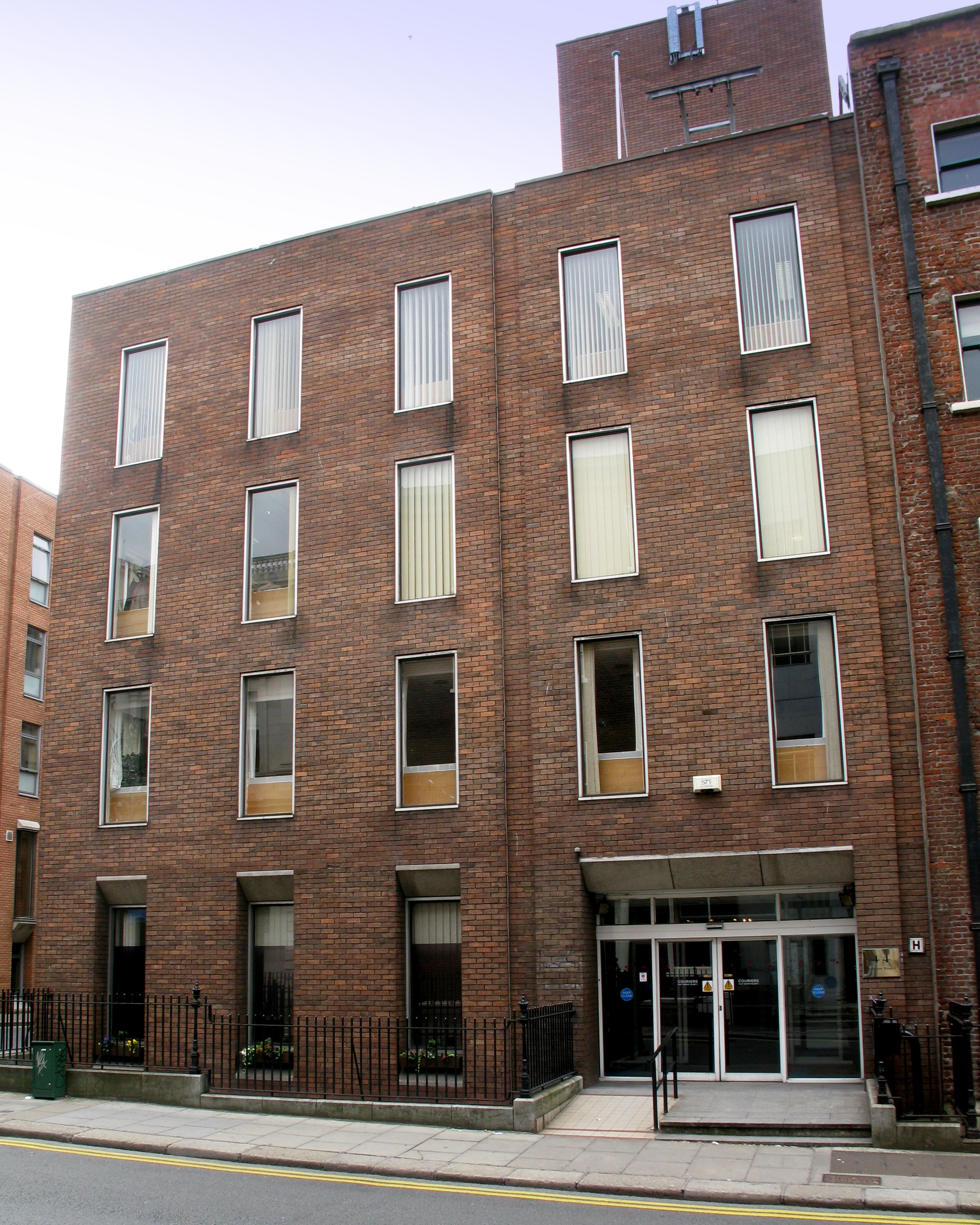
Transport House, ancien siège d'AAIU

L'Air Accident Investigation Unit (AAIU, irlandais: An tAonad um Imscrúdú Aerthionóiscí) est l'organisme irlandais permanent chargé des enquêtes sur les accidents aériens en Irlande. L'AAIU a son siège au deuxième étage dans les bureaux du Department of Transport, Tourism and Sport, Leeson Lane, Dublin,. L'AAIU a eu son siège dans le Transport House à Dublin.